# Nguyễn Phong Việt
Nguyễn Phong Việt (sinh năm 1980) là một nhà thơ, nhà báo người Việt Nam. Các tập thơ đã xuất bản của anh đã tạo nên những hiện tượng xuất bản ở Việt Nam khi đã bán được hàng chục ngàn bản in, một điều rất hiếm thấy đối với thơ Việt Nam trong hàng thập kỷ trước đó.

## Tiểu sử
Nguyễn Phong Việt được sinh ra tại Tuy Hòa, Phú Yên. Anh theo học tại trường Trung học Phổ thông Nguyễn Huệ, sau đó tốt nghiệp Trường Đại học Ngoại ngữ - Tin học Thành phố Hồ Chí Minh. Năm 1998, anh trở thành hội viên của Hội bút Vòm Me Xanh của báo Mực Tím với bút danh "Me Quê" và từ năm 2002 là Bút trưởng của hội. Anh đã ba lần đạt được giải thưởng "Bút mới" của báo Tuổi trẻ. Ngoài ra, anh từng là phóng viên mảng văn hóa - nghệ thuật của báo Mực Tím cũng như là trưởng trang Xzone.vn phía nam tại Thành phố Hồ Chí Minh.
Thơ của Nguyễn Phong Việt đến với độc giả từ năm 2007, anh thường sáng tác và đăng những bài thơ của anh lên trang Facebook cá nhân cũng như những trang của những người hâm mộ anh trước khi tập hợp thành những tập thơ để xuất bản. Theo như lời anh chia sẻ, mạng xã hội là một phần không thể thiếu với những sáng tác của anh. Chính nhờ những phản hồi, những sự đón nhận tích cực từ cộng đồng mạng đã tiếp cho anh sự tự tin để in và phát hành sách, trong giai đoạn mà các tác phẩm thơ rất khó tiêu thụ ở thị trường Việt Nam.

## Sự nghiệp

### Đi qua thương nhớ
Giữa năm 2012, Nguyễn Phong Việt hoàn thành bản thảo tập thơ đầu tay, Đi qua thương nhớ, sau 5 năm làm việc. Anh đã lên kế hoạch xuất bản vào tháng 10 năm 2012 nhưng vì gặp trục trặc ở nhiều khâu nên phải đến tháng 12 mới thực hiện được. Ngày 29 tháng 12 năm 2012, anh cho ra mắt tập thơ tại Hà Nội. Tập thơ này là tập hợp hầu hết những tác phẩm mà anh đã từng đăng trên trang Facebook cá nhân cũng như có thêm một vài bài thơ mới. Nội dung tập thơ xoay quanh nỗi ám ảnh đau đớn của những cuộc tình không trọn vẹn. Tại buổi ra mắt đã có hàng trăm người đến để giao lưu trực tiếp với anh trong suốt 4 giờ đồng hồ. Chỉ sau 10 ngày, tác phẩm này đã được phát hành hơn 3 ngàn bản, tạo nên một hiện tượng hiếm thấy trong giới xuất bản Việt Nam. Tổng cộng, tập thơ này đã được in hơn 30 ngàn bản ở lần phát hành đầu tiên và tiếp tục được tái bản 5 ngàn cuốn vào giữa tháng 12 năm 2013.

### Từ yêu đến thương
Sau một năm rưỡi để hoàn thành bản thảo, vào ngày 15 tháng 12 năm 2013, Nguyễn Phong Việt tiếp tục cho ra mắt tập thơ thứ hai, Từ yêu đến thương, với 50 bài thơ, bao gồm 60% là các bài thơ anh đã đăng trên trang Facebook cá nhân. Tập thơ này tiếp tục tạo nên một hiện tượng thú vị trong ngành xuất bản ở Việt Nam, đây là cuốn sách đầu tiên phải tái bản khi bản chính vẫn còn chưa xuất hiện, điều này đã đưa con số phát hành lên đến 20 ngàn bản trong đợt ra mắt. Dựa trên các đơn hàng từ các nhà sách, đã có 17.500 bản sách được bán ra dù chưa đến ngày phát hành chính thức.
Sau tập thơ đầu tay đi qua thương nhớ, rồi tập thơ thứ hai là từ yêu đến thương, Nguyễn Phong Việt cho ra mắt tập thơ sinh ra để cô đơn. Mạch nguồn của anh là ngày càng đi sâu vào tâm hồn con người, anh tìm kiếm sự bình yên sau cuộc chia ly, từ tiếng khóc của con, từ tiếng chuông gió….
Nội dung tập thơ tràn ngập hương vị ngọt ngào của sự bao dung và niềm tin mạnh mẽ vào con người, vào cuộc sống. Sau những đau khổ rồi cũng đến lúc phải đứng dậy, lãng quên đi những điều không hay để tìm đến những điều ý nghĩa và xứng đáng hơn.

### Sinh ra để cô đơn
Theo như xác nhận của Nguyễn Phong Việt, vào dịp Giáng sinh năm 2014 anh sẽ cho phát hành tập thơ thứ ba với tựa Sinh ra để cô đơn. Nội dung của tập thơ sẽ nói nhiều hơn về những nỗi cô đơn của mỗi con người.

## Nhận định
Dù đạt được nhiều thành công trong vai trò là một nhà thơ nhưng Nguyễn Phong Việt từng tâm sự anh chỉ là một người làm thơ nghiệp dư, chỉ viết theo những cảm xúc của riêng mình. Theo nhiều người nhận định, thơ của Nguyễn Phong Việt như những lời thủ thỉ nhẹ nhàng nhưng lại làm cho độc giả cảm nhận được rất nhiều điều về cuộc sống, về tình yêu cũng như những suy nghĩ chủ quan của mỗi con người. Tuy nhiên, vẫn có ý kiến cho rằng, với hai tập thơ đã xuất bản, "từ đấu đến cuối chỉ viết về tình yêu thương, những cảm xúc yêu với cùng một phong cách dễ dẫn đến đôi chút nhàm chán cho độc giả".